# Kacevac
Kacevac (cyr. Кацевац) – wieś w Bośni i Hercegowinie, w Republice Serbskiej, w mieście Bijeljina. W 2013 roku liczyła 268 mieszkańców.